# Alcadozo
Alcadozo er en by og kommune i det sydøstlige Spanien i provinsen Albacete. Den har et indbyggertal på 641 (2024) indbyggere.